# Brazosa distincta
Brazosa distincta är en insektsart som beskrevs av Keti Maria Rocha Zanol 1989. Brazosa distincta ingår i släktet Brazosa och familjen dvärgstritar. Inga underarter finns listade i Catalogue of Life.